# Pandaka
A Pandaka a csontos halak (Osteichthyes) főosztályának a sugarasúszójú halak (Actinopterygii) osztályába, ezen belül a sügéralakúak (Perciformes) rendjébe, a gébfélék (Gobiidae) családjába és a Gobionellinae alcsaládjába tartozó nem.

## Rendszerezés
A nembe az alábbi 7 faj tartozik:
- Pandaka bipunctata Wu, 2008
- Pandaka lidwilli (McCulloch, 1917)
- Pandaka pusilla Herre, 1927
- Pandaka pygmaea Herre, 1927
- Pandaka rouxi (Weber, 1911)
- Pandaka silvana (Barnard, 1943)
- Pandaka trimaculata Akihito & Meguro, 1975